# Cartel Land
Cartel Land è un documentario del 2015 diretto da Matthew Heineman candidato al premio Oscar al miglior documentario.

## Riconoscimenti
- 2016 - Premio Oscar
  - Candidatura al Miglior documentario